# هیرنانی خوزه دا روسا
هیرنانی خوزه دا روسا (به پرتغالی: Hernâni José da Rosa) مدافع اهل برزیل است که در شهر Antônio Carlos و در تاریخ ۳ فوریهٔ ۱۹۸۴ به دنیا آمده‌است.
هیرنانی خوزه دا روسا در تیم‌های فوتبال Grêmio سابقهٔ حضور دارد.